# Fiona Avery
Fiona Kai Avery (13 de septiembre de 1974) es una escritora estadounidense de historietas y guiones para televisión. Avery fue contratada como editora para la quinta temporada de la serie Babylon 5 y para su spin-off, Crusade. Avery contribuyó escribiendo algunos guiones para la serie, incluyendo las historias de los capítulos "The Well of Forever" y "Patterns of the Soul", al igual que para los capítulos "Value Judgements" y "Tried and True" que finalmente no se filmaron. Tras la cancelación de Crusade, Avery empezó a desempeñarse en el mundo del cómic, trabajando para Marvel y Top Cow en títulos como The Amazing Spider-Man y la saga de X-Men. Recientemente trabajó en tres spin-offs de la historieta Rising Stars de J. Michael Straczynski- Bright, Voices of the Dead y Untouchable - al igual que en su propia creación, Araña.

### Historietas
- No Honor #1-4 (Top Cow Productions), 2001.
- Peter Parker: Spider-Man 2001, 2001.
- Marvel Icons: Rogue #1-4 (Marvel Comics) 2001-2002.
- Witchblade: Obakemono (Top Cow Productions), 2002.
- Tomb Raider: Journeys #1-12 (Top Cow Productions), 2002-2003.
- Rising Stars: Bright #1-3 (Top Cow Productions), 2003.
- The Amazing Spider-Man v. 2 #56 (Marvel Comics), 2003.
- Cursed #1-4 (Top Cow Productions), 2003-2004.
- Thundercats: Hammerhead's Revenge #1-5 (Wildstorm Comics), 2004–2005
- The Amazing Spider-Man v. 1 #503-505 (Marvel Comics), 2004.
- Amazing Fantasy v. 2 #1-6 (Marvel Comics), 2004-2005.
- Rising Stars: Voices of the Dead #1-6 (Top Cow Productions), 2005.
- Araña: Heart of the Spider #1-12 (Marvel Comics), 2005-2006.
- Rising Stars: Untouchable #1-5 (Top Cow Productions), 2006.

### Novelas
- The Crown Rose, 2005.

### Televisión
- Crusade
  - 1.03 - The Well of Forever, 1999.
  - 1.05 - Patterns of the Soul, 1999.
- Earth: Final Conflict
  - 4.08 - Essence, 2000.